# Schilbe micropogon
Schilbe micropogon е вид лъчеперка от семейство Schilbeidae. Видът не е застрашен от изчезване.

## Разпространение
Разпространен е в Бенин, Буркина Фасо, Гана, Гвинея-Бисау, Камерун, Либерия, Нигерия, Сенегал, Сиера Леоне и Того.

## Описание
На дължина достигат до 21 cm.